# Joseph Péters
Joseph Péters, né le 12 juin 1894 à Verviers (Belgique) et mort (exécuté) le 1er juillet 1943 à la prison de Plötzensee (Berlin), est un prêtre catholique belge du diocèse de Liège et résistant de la Seconde Guerre mondiale.

## Biographie
Né à Verviers en Belgique le 12 juin 1894, de Martin Hubert Péters, vannier et de Marie Anne Hubertine Schmidt, Joseph est le benjamin d'une fratrie de six enfants (Théodore, Gertrude, Martin, Hubertine, Léon et Joseph).
Le 28 mars 1921 il est ordonné prêtre après des études de théologie au petit séminaire de St-Trond puis au grand séminaire de Liège.
Nommé professeur de religion à Malmedy, Joseph Péters est une figure marquante de l’histoire de cette ville. Il est connu pour son engagement anti-nazi et son aide aux jeunes pour leur éviter le service obligatoire dans la Wehrmacht. Arrêté en octobre 1942, et après être passé dans les caves de la Villa Laloire à Malmedy, il est exécuté le 1er juillet 1943 par décapitation à la prison de Plötzensee, à Berlin en Allemagne.

## Ses actes de résistance
Il demeure 13 ans à Malmedy et refuse de quitter son poste de professeur après l'annexion des Cantons de l'Est (Belgique) par l’Allemagne en 1940. À cette époque, il continue à se considérer comme « un belge exerçant son sacerdoce en territoire occupé ». Ses activités patriotiques se résument à convaincre la jeunesse malmédienne des dangers du nazisme. Par une résistance passive, il s’oppose à l’expression du nazisme dans sa paroisse et soutient le moral de la population. Il devient alors très vite un exemple pour la jeunesse, notamment en s'opposant publiquement à la propagande des Jeunesses hitlériennes. « Ici, c’est la Maison de Dieu et Hitler n’a rien à y voir, allez dire cela à qui vous voudrez, jeune homme ! » rétorque-t-il à un jeune nazi venu le défier lors d’un office à Géromont.
Le 27 août 1941, Pierre Laval est victime d’un attentat à Versailles. Le régime occupant est très irrité. L’abbé est alors convoqué à la Kommandantur et pressé de renoncer à sa résistance passive et à son opposition au régime d’occupation en place à Malmedy. L’abbé devient alors l’objet d’une surveillance serrée de la part de la Gestapo. Il n’obtient pas le soutien des instances ecclésiastiques allemandes.
Un jeune malmédien de 15 ans se présente chez le prêtre et lui demande conseil quant à son avenir. L’abbé flaire un traquenard mais tente néanmoins de convaincre le jeune homme de ne pas s’engager sous la bannière nazie. Quelques jours plus tard, une plainte est envoyée à la Kommandantur : l’abbé est alors accusé d’avoir détourné un jeune malmédien de ses devoirs militaires.
Le 1er octobre 1942 il est arrêté sur la base de la dénonciation du jeune Rottenführer des Jeunesses hitlériennes manipulé par l'instituteur M. J., nommé Ortsschulenleiter (inspecteur régional des écoles) et titulaire également de la Filmstelle du Landratsamt de Malmedy qu'il utilise pour la propagande auprès de la jeunesse. Il est incarcéré à la prison d'Aix-la-Chapelle.
De sa cellule, il écrit le jour de Noël : « Savez-vous ce qu'est le régime cellulaire ? C'est à peu près la mise au tombeau. C'est être enclos entre quatre murs froids du matin au soir et du soir au matin ; c'est la privation de toute relation et d'amis, de toute joie, de tout confort, de toute activité intellectuelle. C'est la solitude, l'immobilité, le silence, l'image de la mort. Ce sont là des souffrances morales qui seraient à moitié supportables, s'il ne venait s'y ajouter les horribles tortures de la faim. ».
La sentence est exécutée et à 19 h 9 le 1er juillet 1943, l'abbé Joseph Péters meurt guillotiné en présence de l'aumônier de la prison de Plötzensee, Peter Buchholz. L'acte de décès est enregistré le lendemain à l'hôtel de ville de Berlin-Charlottenburg. Cette date est notamment reprise sur la plaque de la rue qui porte son nom. Le 5 juillet 1943, un courrier officiel est envoyé à la famille pour annoncer son décès.

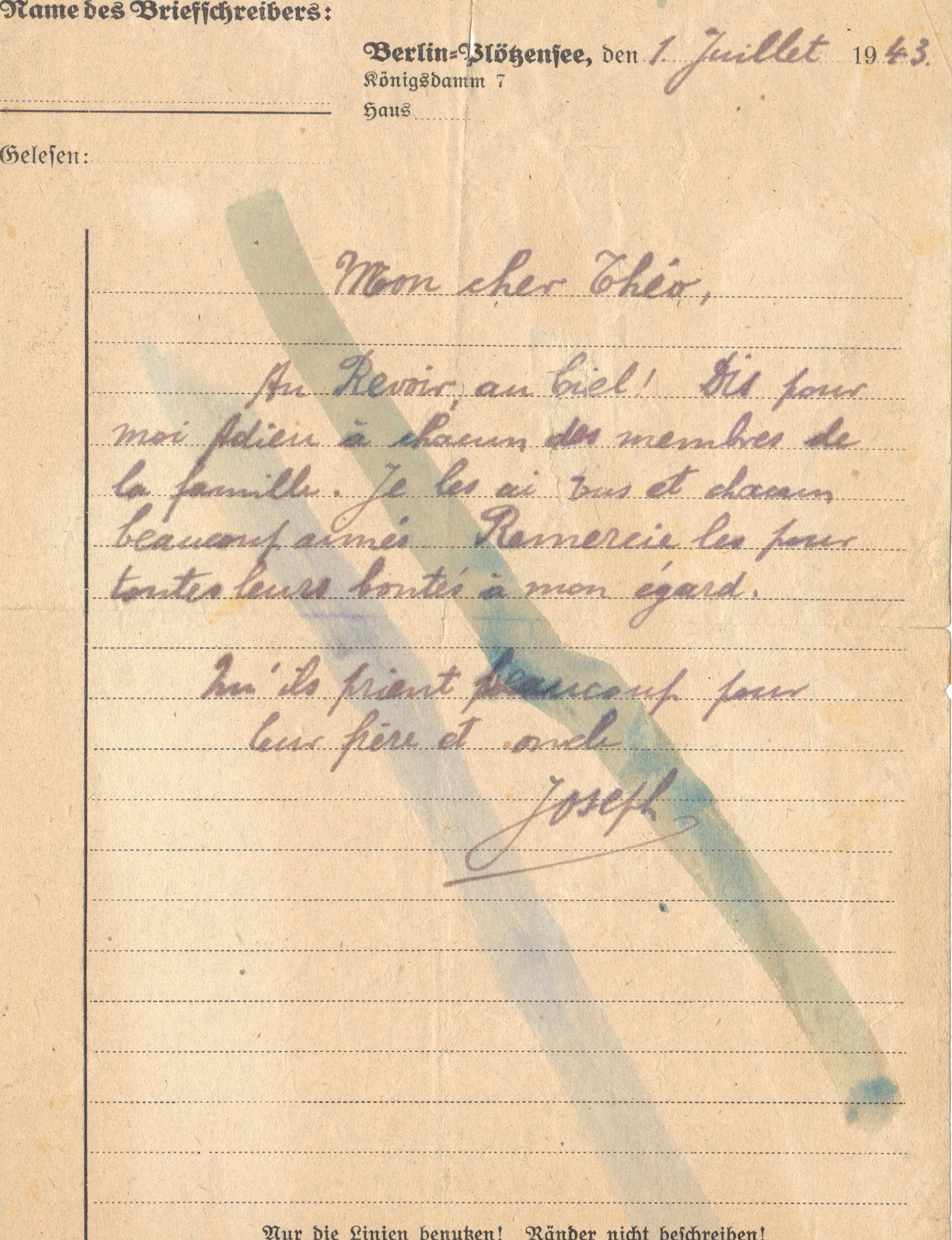
1er juillet 1943, dernière lettre à son frère Théo.
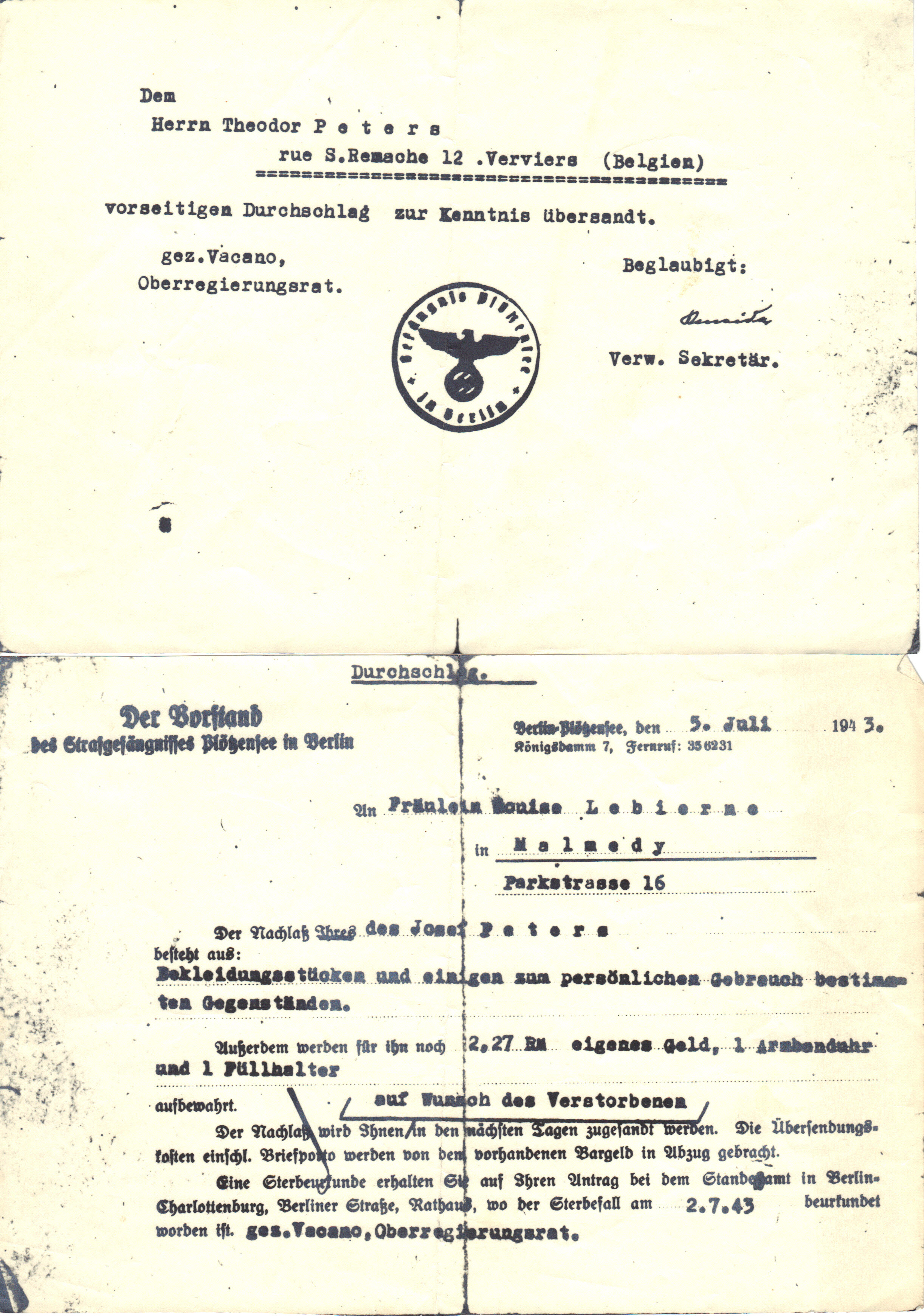
5 juillet 1943, document officiel annonçant le décès de Joseph Péters.

## Hommages
Le 16 décembre 2006, la RTBF lui consacre un reportage télévisé d'une dizaine de minutes dans sa séquence « La belle histoire » de l'émission Au quotidien.
À Malmedy, la rue de l’abbé Péters — autrefois (jusqu'en 1945) rue du Parc — mène vers la place du Parc sur laquelle un buste commémoratif en bronze a été inauguré le 30 juin 2002 à sa mémoire,. C'est Roger Collette Lansival, né à Malmedy le 19 juillet 1928, qui a permis la réalisation de cette place et du monument car il était particulièrement reconnaissant à l'abbé de l’avoir détourné des voies nazies de l'époque.
Le nom de l'abbé J. Péters figure aussi sur la plaque en hommage aux prêtres victimes de 1940-1945 dans la cathédrale Saint-Paul de Liège et sur le monument aux morts de 1940-1945 de l'Institut Saint-Roch.
À l'occasion du 10e anniversaire, une plaque commémorative a été installée en 1953 dans la cour de l’école moyenne des filles, école dans laquelle l'abbé Péters a enseigné la religion. Sur cette plaque on peut lire les mots « Je donne volontiers ma vie pour la jeunesse de Malmedy » ; témoignage de son engagement pour cette jeunesse malmédienne durant cette période de l'Histoire.
Les 12 et 13 septembre 1945 paraissent deux articles biographiques d'hommage dans Le Courrier du Soir de l'époque,.
Le 20 juillet 1945, les obsèques de l'abbé Péters furent célébrées à la cathédrale de Malmedy. La même année, à la suite d'une intervention du Groupement réfractaire du canton de Malmedy, le conseil communal décida de donner le nom de rue Abbé Péters à l'ancienne rue du Parc, où il avait habité pendant 15 années. Sur cette plaque, la mention suivante est inscrite « Rue ABBE PETERS Décapité par les nazis le 2 juillet 1943 ». La date est celle de l'enregistrement de son décès par les autorités mais, l'abbé est bel et bien décédé le premier du mois.